# Buraź
Buraź (biał. Буразь; ros. Бурезь, Burieź; pol. hist. Burazy, Buraż) – wieś na Białorusi, w obwodzie homelskim, w rejonie żytkowickim, w sielsowiecie Wiereśnica, w pobliżu Turowa.

## Historia
W XIX i w początkach XX w. majątek ziemski będący własnością Kowalewskich. Położony był wówczas w Rosji, w guberni mińskiej, w powiecie mozyrskim.
W latach 1919–1920 znajdował się pod Zarządem Cywilnym Ziem Wschodnich, w okręgu brzeskim, w powiecie mozyrskim. W wyniku traktatu ryskiego miejscowość weszła w skład Związku Sowieckiego. Od 1991 w niepodległej Białorusi.